# Puebla undulosa
Puebla undulosa är en fjärilsart som beskrevs av Druce 1898. Puebla undulosa ingår i släktet Puebla och familjen mätare. Inga underarter finns listade.